# Borgnano
Borgnano (Borgnan in friulano, Bornjan in sloveno) è una frazione di Cormons, con circa 481 abitanti. Assieme a Brazzano, è il solo sobborgo di Cormons ad essere considerato frazione.

## Geografia fisica
Situato ad un'altitudine di 35 metri s.l.m., dista 3,82 km da Cormons. La frazione è ubicata nei pressi del Colle di Medea-Borgnano, ai piedi della collina di Santa Fosca.

## Storia
Nacque borgo agricolo nel XVIII secolo, e divenne paese nel corso del secolo seguente. Durante la prima guerra mondiale vi furono costruite delle trincee e delle postazioni, i cui resti sono sopravvissuti. 
Il 24 febbraio 1917 arriva la 76ª Squadriglia caccia fino al 27 ottobre, il 20 aprile 1917 la 81ª Squadriglia aeroplani fino al 27 ottobre ed il 10 agosto 1917 la 78ª Squadriglia aeroplani da caccia fino al 28 ottobre.
Tra le frazioni di Cormons è quella istituita per ultima.

## Monumenti e luoghi d'interesse
- Due chiese dedicate a santa Fosca
- Colle di Medea-Borgnano